# Cerebratulus ruber
Cerebratulus ruber är en djurart som tillhör fylumet slemmaskar, och som först beskrevs av Girard 1853.  Cerebratulus ruber ingår i släktet fläsknemertiner, och familjen Cerebratulidae. Inga underarter finns listade i Catalogue of Life.